# Aceria
Genre
Aceria est un genre d'acariens de la famille des Eriophyidae. Il provoque des galles sur les feuilles des plantes qu'il parasite.

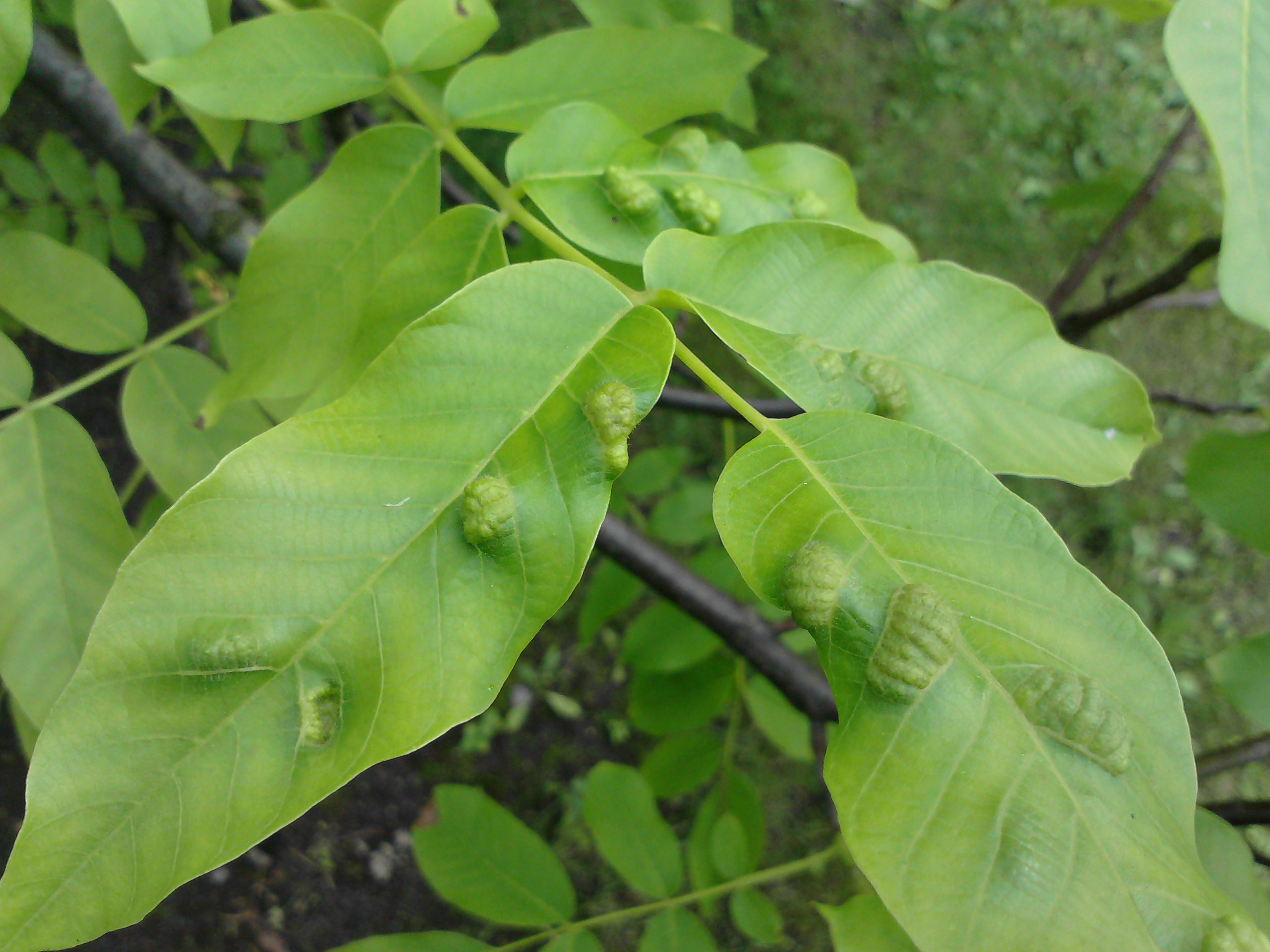
Aceria erinea sur feuille de Noyer commun.

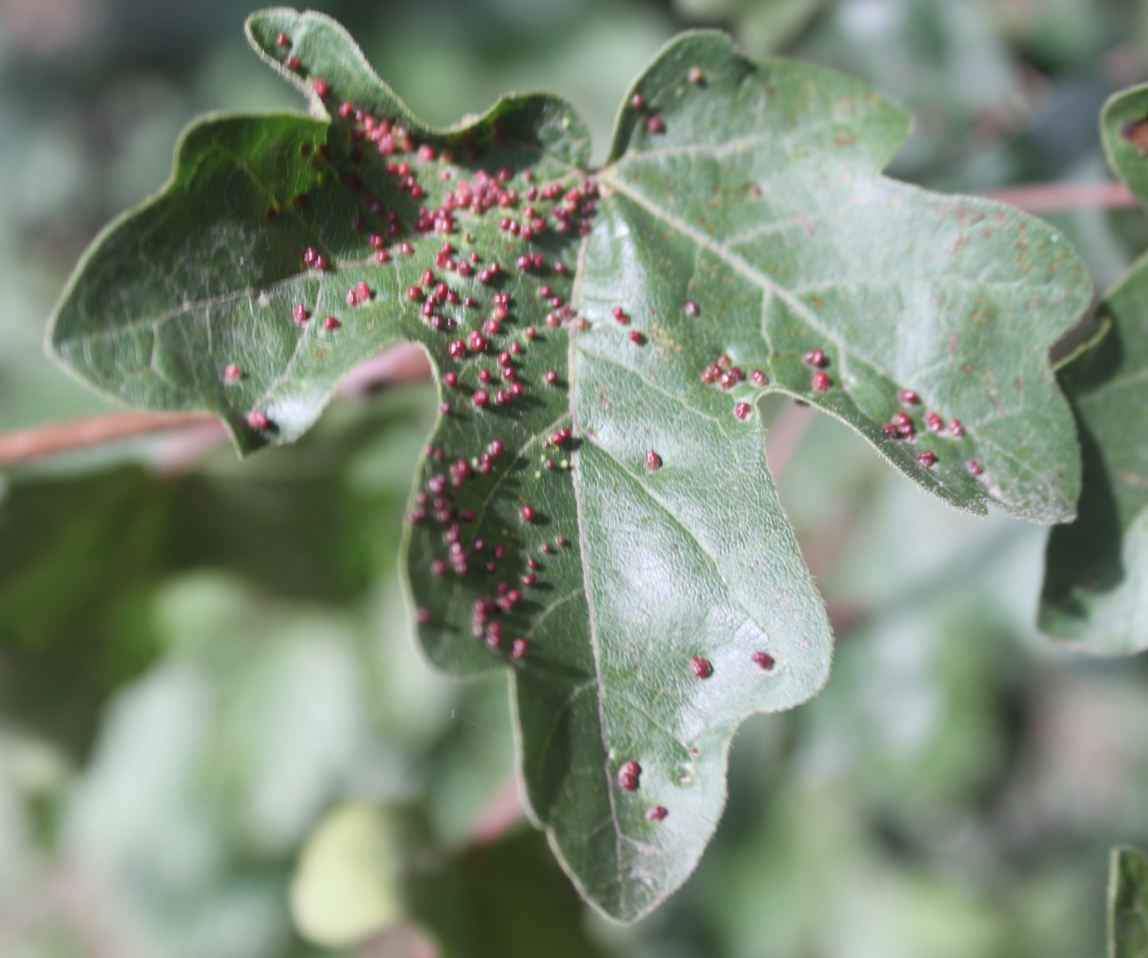
Aceria myriadeum sur feuille d'Érable champêtre.

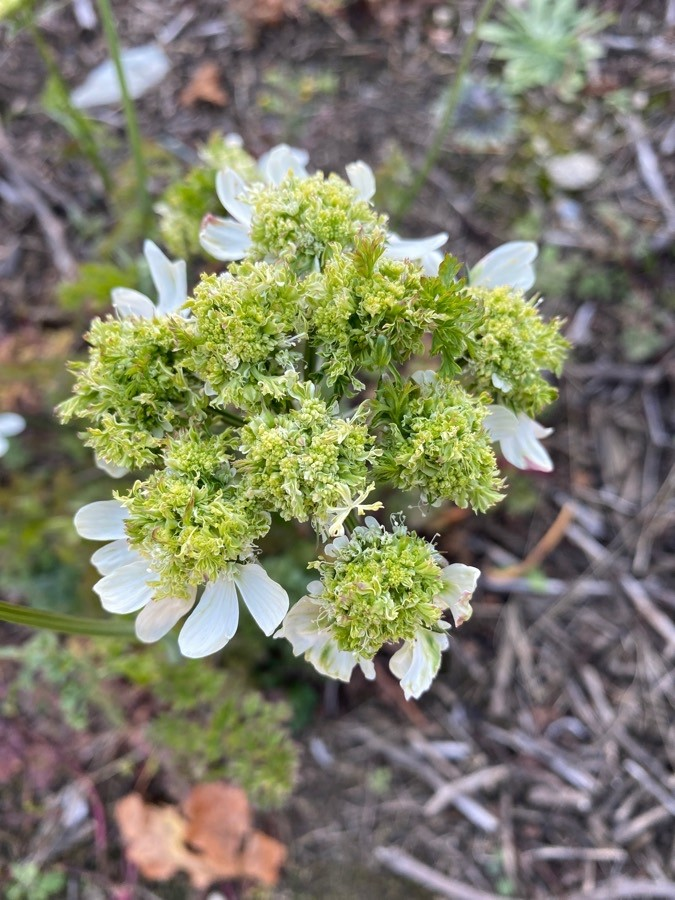
Aceria peucedani sur ombelle de Caucalis à grandes fleurs.

## Liste des espèces
Selon GBIF (6 mai 2021) :
- Aceria abalis Keifer
- Aceria absinthii (Liro, 1943)
- Aceria acerismonspessulani (Nalepa, 1922)
- Aceria achilleae (Corti, 1903)
- Aceria acnisti Keifer, 1953
- Aceria acris (Cotte, 1912)
- Aceria acroptiloni Shevtchenko & Kovalev, 1974
- Aceria aculiformis Sukhareva, 1986
- Aceria aegyptimperata El-Halawany, 2018
- Aceria affinis (Nalepa, 1900)
- Aceria ajabshiriensis Tajaddod, Lotfollahi & Lillo, 2020
- Aceria ajugae (Nalepa, 1892)
- Aceria alhagi Vidović & Kamali, 2018
- Aceria alniborealis (Roivainen, 1947)
- Aceria alniviridis (Nalepa, 1919)
- Aceria alpestris (Nalepa, 1892)
- Aceria ambrosiae Wilson, 1959
- Aceria anceps (Nalepa, 1892)
- Aceria angustifoliae Denizham, Monfreda, de Lillo & Çobanoglu, 2008
- Aceria annonae (Keifer, 1973)
- Aceria anserina (Liro, 1943)
- Aceria anthocoptes (Nalepa, 1892)
- Aceria anthonoma (Nalepa, 1892)
- Aceria arceosae (Briones & McDaniel, 1976)
- Aceria argentae
- Aceria artemisiae (Canestrini, 1891)
- Aceria artemisiaecampestris (Liro, 1943)
- Aceria arundinis Roivainen, 1953
- Aceria astragali (Liro, 1940)
- Aceria australis Lamb, 1952
- Aceria avicenniae (Keifer, 1972)
- Aceria balasi Farkas, 1960
- Aceria banatica
- Aceria barbujanae (Carmona, 1988)
- Aceria barroisi (Fockeu, 1892)
- Aceria bartschiae (Nalepa, 1907)
- Aceria bezzii (Corti, 1903)
- Aceria biornata Navia & Flechtmann, 2002
- Aceria bipedis Manson, 1984
- Aceria biradiata de Lillo & Fontana, 1996
- Aceria bistriata (Nalepa, 1919)
- Aceria boissieri Roivainen, 1953
- Aceria bonarotae (Canestrini & Massalongo, 1895)
- Aceria brachypodii Mitrofanov & Sharonov, 1988
- Aceria breviceps (Canestrini, 1892)
- Aceria brevicincta (Nalepa, 1898)
- Aceria brevipes (Nalepa, 1899)
- Aceria brevipunctata (Nalepa, 1889)
- Aceria brevirostris (Nalepa, 1892)
- Aceria brevisetosa (Cotte, 1924)
- Aceria brevitarsus
- Aceria bromus Mitrofanov & Badulin, 1988
- Aceria byersi Keifer, 1961
- Aceria calamagrostis Sukhareva, 1977
- Aceria calathidis (Gerber, 1901)
- Aceria calathina (Nalepa, 1917)
- Aceria caliberberis Keifer, 1952
- Aceria calycophthira Nalepa
- Aceria campanulae (Lindroth, 1904)
- Aceria capreae Manson, 1984
- Aceria cardaminis (Cotte, 1912)
- Aceria carduui Petanovic, Boczek & Shi, 2002
- Aceria carinifex (Kieffer, 1902)
- Aceria carlinae (Nalepa, 1905)
- Aceria carmichaeliae Lamb, 1952
- Aceria carpini (Frauenfeld, 1865)
- Aceria carvi (Nalepa, 1895)
- Aceria caulleryi (Cotte, 1924)
- Aceria caulobia (Nalepa, 1900)
- Aceria celata
- Aceria centaureae (Nalepa, 1891)
- Aceria cephaloneus (Nalepa, 1922)
- Aceria cerastii (Nalepa, 1892)
- Aceria cerrea Nalepa
- Aceria cerrigemmarum (Nalepa, 1920)
- Aceria cheiradeniae
- Aceria chinensis Trotter
- Aceria chloranthes (Nalepa, 1929)
- Aceria chondrillae (Canestrini, 1890)
- Aceria chrysophylli (Cook, 1906)
- Aceria ciansensis (Cotte, 1924)
- Aceria cichorii Petanovic, Boczek & Shi, 2002
- Aceria cirsii Petanovic, Boczek & Shi, 2002
- Aceria cisticola Roivainen, 1953
- Aceria clianthi Lamb, 1952
- Aceria convolvuli (Nalepa, 1898)
- Aceria cornuta (Reuter, 1900)
- Aceria cottieri Lamb, 1952
- Aceria coussapoae Flechtmann & De Moraes, 2002
- Aceria craspedophyes (Nalepa, 1925)
- Aceria cretica Hatzinikolis, 1989
- Aceria curta Sapozhnikova, 1980
- Aceria cuscutae (Molliard, 1909)
- Aceria cylindricae El-Halawany, 2018
- Aceria cytisi (Canestrini, 1890)
- Aceria daigluni (Cotte, 1924)
- Aceria dalmatina (Nalepa, 1915)
- Aceria davidmansoni Xue, Han & Zhang, 2015
- Aceria deminuta Sukhareva, 1983
- Aceria depressae Manson, 1984
- Aceria desertorum Roivainen, 1953
- Aceria destructor (Nalepa, 1891)
- Aceria dianthi (Lindroth, 1904)
- Aceria diasi (Carmona, 1974)
- Aceria dispar (Nalepa, 1891)
- Aceria dissecti Petanovic, 1993
- Aceria distincta Mitrofanov & Sharonov, 1988
- Aceria diversicoloris (Roivainen, 1947)
- Aceria dolichosoma (Canestrini, 1891)
- Aceria doliolum Flechtmann & Etienne, 2005
- Aceria drabae (Nalepa, 1890)
- Aceria ecantyx (Keifer, 1969)
- Aceria echii (G.Canestrini, 1891)
- Aceria effusa (Canestrini, 1892)
- Aceria eleagnicola Farkas, 1963
- Aceria empetri (Liro, 1899)
- Aceria enantha (Nalepa, 1892)
- Aceria erinea (Nalepa, 1891)
- Aceria eriobotryae (Keifer, 1938)
- Aceria erodii (Gerber, 1902)
- Aceria eryngii (Canestrini, 1892)
- Aceria euaspis (Nalepa, 1892)
- Aceria eucricotes (Nalepa, 1892)
- Aceria eupatorii Roivainen, 1953
- Aceria euphrasiae (Nalepa, 1891)
- Aceria eutricha (Nalepa, 1894)
- Aceria exigua (Liro, 1940)
- Aceria eximia Sukhareva, 1983
- Aceria fasciculifolis
- Aceria fennica (Lindroth, 1899)
- Aceria ficus (Cotte, 1920)
- Aceria filiformis (Nalepa, 1891)
- Aceria flynni Xue & Zhang, 2008,2008
- Aceria forsythiae Domes, 2000
- Aceria fraxinicola (Nalepa, 1890)
- Aceria fraxiniflora Felt, 1906
- Aceria fraxinivora (Nalepa, 1909)
- Aceria fusiformis (Mitrofanov & Sharonov, 1983)
- Aceria galiobia (G.Canestrini, 1891)
- Aceria gallae T.Huang, 1996
- Aceria geniculatus Flechtmann & Etienne, 2003
- Aceria genistae (Canestrini, 1894)
- Aceria genistae (Nalepa, 1892)
- Aceria georghioui Keifer, 1959
- Aceria geranii (G.Canestrini, 1891)
- Aceria gersoni Manson, 1984
- Aceria gilloglii Keifer, 1963
- Aceria gleicheniae Manson, 1984
- Aceria granati (Canestrini & Massalongo, 1894)
- Aceria grandipennis (Canestrini, 1891)
- Aceria grandis (Nalepa, 1900)
- Aceria granulata Carmona, 1972
- Aceria guerreronis Keifer, 1965
- Aceria gymnoproctus (Nalepa, 1902)
- Aceria gymnoscuta Navia & Flechtmann, 2002
- Aceria gypsophilae Roivainen, 1950
- Aceria hagleyensis Manson, 1984
- Aceria healyi Manson, 1971
- Aceria heimi (Nalepa, 1899)
- Aceria heteronyx (Nalepa, 1891)
- Aceria hibisci (Nalepa, 1906)
- Aceria hibiscitilea (Nalepa, 1909)
- Aceria hippophaena (Nalepa, 1898)
- Aceria holopteleae
- Aceria horridus (Nalepa, 1917)
- Aceria hulli (Harrison, 1930)
- Aceria hypochaerina (Nalepa, 1893)
- Aceria hypochoerina (Nalepa, 1893)
- Aceria ilicis (Canestrini, 1890)
- Aceria intercedens Roivainen, 1951
- Aceria inturbida Boczek, 1961
- Aceria inulae Petanovic & Boczek, 2000
- Aceria italici (Cotte, 1912)
- Aceria iteina (Nalepa, 1925)
- Aceria jaapi (Nalepa, 1914)
- Aceria jasminoidis Huang, 2001
- Aceria jourdani (Cotte, 1924)
- Aceria jovanovici Petanovic, 1993
- Aceria kiefferi (Nalepa, 1891)
- Aceria korelli Manson, 1984
- Aceria korykis Flechtmann & De Moraes, 2002
- Aceria kuko (Kishida), 1927
- Aceria labiatiflorae (F.A.W.Thomas, 1872)
- Aceria lactucae Canestrini, 1893
- Aceria lamii (Liro, 1943)
- Aceria lantanae (Cook, 1909)
- Aceria lanyuensis Huang, 2001
- Aceria lappae (Liro, 1943)
- Aceria laticincta (Nalepa, 1892)
- Aceria leioprocta (Nalepa, 1892)
- Aceria leonuri Boczek, 1993
- Aceria ligustri (Keifer, 1943)
- Aceria lineata (Livshitz, Mitrofanov & Vasilyeva, 1979)
- Aceria lini Petanovic, 1995
- Aceria linosyrina (Nalepa, 1897)
- Aceria liszkai (Balas, 1948)
- Aceria litchii (Keifer, 1943)
- Aceria litseae (Keifer), 1972
- Aceria lobolinguae Lotfollahi & de Lillo, 2014
- Aceria loiseleuriae Roivainen, 1951
- Aceria longirostris (Nalepa, 1919)
- Aceria longisetus (Nalepa, 1891)
- Aceria longisolenidia Lotfollahi, Haddad Irani-Nejad & De Lillo, 2015
- Aceria lophophyes (Nalepa, 1922)
- Aceria lycopersici (Wolffenstein, 1879)
- Aceria macrochelus (Nalepa, 1891)
- Aceria macrocheluserinea (Trotter, 1902)
- Aceria macrorhynchus (Nalepa, 1889)
- Aceria macrotuberculata (Nalepa, 1895)
- Aceria maculifer (Trotter & Cecconi, 1904)
- Aceria malherbae Nuzzaci, 1985
- Aceria malvacearum Boczek & Davis, 1984
- Aceria mangiferae Sayed, 1946
- Aceria manukae Lamb, 1952
- Aceria marginemvolvens (Corti, 1910)
- Aceria marshalli (Keifer, 1972)
- Aceria massalongoi (Canestrini, 1890)
- Aceria matricariae Petanovic, Boczek & Shi, 2002
- Aceria mayae Manson, 1984
- Aceria medicager Xue, Sadeghi, Hong & Sinaie, 2011
- Aceria medicaginis (Keifer, 1941)
- Aceria megacerus (G.Canestrini & Massalongo, 1893)
- Aceria megalops Flechtmann & De Moraes, 2002
- Aceria melicopis Manson, 1984
- Aceria mentharia (Canestrini, 1890)
- Aceria microphyllae Manson, 1984
- Aceria mikaniae (Nalepa), 1918
- Aceria milli Xin & Dong, 1982
- Aceria minuta (Cotte, 1924)
- Aceria moehringiae (Lindroth, 1899)
- Aceria monoica Huang, 2001
- Aceria monspessulani (Cecconi, 1903)
- Aceria monspessulerinea (Nalepa, 1922)
- Aceria mori (Keifer, 1939)
- Aceria multistriata (Nalepa, 1920)
- Aceria myriadeum (A.Murray, 1877)
- Aceria nalepai (Fockeu, 1890)
- Aceria nanula (Liro, 1943)
- Aceria neocynarae (Keifer, 1939)
- Aceria nervisequa (G.Canestrini, 1891)
- Aceria niitakayamensis Wang & Huang, 2011
- Aceria noumeae (Keifer, 1978)
- Aceria novitia Roivainen, 1949
- Aceria obiones (Molliard, 1902)
- Aceria oculata (Oudemans, 1925)
- Aceria oleae (Nalepa, 1900)
- Aceria ononidis (Canestrini, 1892)
- Aceria ononidistrifolii (Nalepa, 1929)
- Aceria onosmae
- Aceria onychia (Nalepa, 1915)
- Aceria opistholia (Nalepa, 1895)
- Aceria opulifolii (Nalepa, 1922)
- Aceria oxalidis (Trotter, 1902)
- Aceria paniculatae (Cotte, 1924)
- Aceria parabromus Sharonov & Badulin, 1988
- Aceria paradianthi Keifer, 1952
- Aceria paramacrodonis Kuang, 1988
- Aceria paratulipae Xin & Dong, 1982
- Aceria passerinae (Nalepa, 1899)
- Aceria persicae (Di Stefano, 1966)
- Aceria petanovicae Nalepa, 1925
- Aceria peucedani (Canestrini, 1891)
- Aceria phalaridis Roivainen, 1951
- Aceria phyllerites (Nalepa, 1922)
- Aceria picridis (Canestrini & Massalongo, 1894)
- Aceria pilosellae (Nalepa, 1892)
- Aceria pimeliae Manson, 1984
- Aceria pipturi Keifer, 1966
- Aceria pistaciae (Nalepa, 1899)
- Aceria plagianthi Manson, 1984
- Aceria plantaginissubulatae Roivainen, 1953
- Aceria platanoidea (Nalepa, 1922)
- Aceria plicans (Nalepa, 1917)
- Aceria plicator (Nalepa, 1890)
- Aceria pobuzii T.Huang, 1996
- Aceria pontica (Nalepa, 1917)
- Aceria populi (Nalepa, 1890)
- Aceria populicanescentis Roivainen, 1953
- Aceria premnae (Nalepa, 1914)
- Aceria prima (Cotte, 1924)
- Aceria pseudoligustri Kadono, 1984
- Aceria pseudoplataneus (Nalepa, 1922)
- Aceria pseudoplatani (Corti, 1905)
- Aceria psilocampestris Nalepa, 1922
- Aceria puculosa (Nalepa, 1894)
- Aceria pulicaris Xue, Sadeghi, Hong & Sinaie, 2011
- Aceria pycnocomi
- Aceria pyracanthi (Canestrini, 1890)
- Aceria qinghaiensis Kuang, 1997
- Aceria qualyubi El-Halawany, 2018
- Aceria quercina (Canestrini, 1891)
- Aceria quercuscocciferae (Nalepa, 1920)
- Aceria rara (Livshitz, Mitrofanov & Vasilyeva, 1979)
- Aceria raynaudeti (Cotte, 1924)
- Aceria rechingeri (Nalepa, 1903)
- Aceria reichingeri (Nalepa, 1903)
- Aceria rhamni Roivainen, 1951
- Aceria rhodiolae (G.Canestrini, 1892)
- Aceria ribis Csapo, 1992
- Aceria rosalia (Nalepa, 1891)
- Aceria roxburghianae Huang, 2007
- Aceria rubiae (Canestrini, 1897)
- Aceria rubrae Huang, 2004
- Aceria rudis (Nalepa, 1902)
- Aceria sacchari Wang, 1964
- Aceria salicina (Nalepa, 1911)
- Aceria salicis (Murray, 1877)
- Aceria salicisincanae (Nalepa, 1925)
- Aceria salicorniae (Nalepa, 1902)
- Aceria salsolae de Lillo & Sobhian, 1996
- Aceria salviae (Nalepa, 1891)
- Aceria sanguisorbae (Canestrini, 1892)
- Aceria saturejae Boczek & Nuzzaci, 1988
- Aceria saussureae (Liro, 1940)
- Aceria sawatchense Keifer, 1965
- Aceria saxifragae (Rostrup, 1900)
- Aceria scaber (Nalepa, 1893)
- Aceria schlechtendali (Nalepa, 1892)
- Aceria serratifoliae Huang, 2007
- Aceria seventini Natcheff, 1967
- Aceria sheldoni (Ewing, 1937)
- Aceria shepherdiae Keifer, 1966
- Aceria silenes (Liro, 1940)
- Aceria silvicola (Canestrini, 1892)
- Aceria simonensis Manson, 1984
- Aceria solida (Nalepa, 1892)
- Aceria solstitialis de Lillo, Cristofaro & Kashefi, 2003
- Aceria sonchi (Nalepa, 1902)
- Aceria spanda Lotfollahi, Haddad Irani-Nejad & De Lillo, 2015
- Aceria spartii (Canestrini, 1893)
- Aceria spicati (Stebbins), 1909
- Aceria squalida (Nalepa, 1892)
- Aceria stefanii (Nalepa, 1898)
- Aceria stipacea Sukhareva, 1983
- Aceria stipaensis Mitrofanov & Sharonov, 1988
- Aceria strictae Manson, 1984
- Aceria suberina (Nalepa, 1899)
- Aceria subtilis (Nalepa, 1892)
- Aceria suffugiosa Roivainen, 1953
- Aceria superba Huang & Wang, 2004
- Aceria sylvestrae Huang, 2007
- Aceria szepligetii Farkas, 1965
- Aceria taiwanensis Huang, 2007
- Aceria tamaricis (Trotter, 1901)
- Aceria taurica Mitrofanov & Sharonov, 1988
- Aceria tenellus (Nalepa, 1892)
- Aceria tenuifolii Manson, 1984
- Aceria tenuis (Nalepa, 1891)
- Aceria thalgi Knihinicki, 2009
- Aceria thessalonicae Castagnoli, 1991
- Aceria thomasi (Nalepa, 1889)
- Aceria tingens (Nalepa, 1917)
- Aceria tosichella Keifer, 1969
- Aceria translinea Navia & Flechtmann, 2002
- Aceria trifolii (Nalepa, 1892)
- Aceria tristriata (Nalepa, 1890)
- Aceria tuberculata (Nalepa, 1891)
- Aceria tulipae (Keifer, 1938)
- Aceria tussilagofoliae Boczek, 1964
- Aceria ulmosimilis Lotfollahi & Irani-Nejad, 2016
- Aceria unguiculata (Canestrini, 1891)
- Aceria utzkae
- Aceria vanensis
- Aceria varia (Nalepa, 1892)
- Aceria verbasci Boczek, 1964
- Aceria vermicularis (Nalepa, 1902)
- Aceria vinosus Roivainen, 1950
- Aceria virgatae
- Aceria virosae Huang, 2007
- Aceria vitalbae (Canestrini, 1892)
- Aceria wallichianae Keifer, 1975
- Aceria wassalberti
- Aceria xeranthemis
- Aceria zanjani
- Aceria zoysima Manson, 1989
- Aceria zumetae Boczek & Petanovic, 1994

## Systématique
Le nom scientifique complet (avec auteur) de ce taxon est Aceria Keifer, 1944.
Les genres suivants sont synonymes de Aceria selon GBIF (6 mai 2021) :
- Artacris Keifer, 1970
- Trichostigma Gerber, 1901